# Adobe Illustrator
Adobe Illustrator là trình chỉnh sửa đồ họa vector được phát triển và tiếp thị bởi Adobe Inc. Được thiết kế ban đầu cho Apple Macintosh, việc phát triển Adobe Illustrator bắt đầu vào năm 1985. Cùng với Creative Cloud (Chuyển dịch của Adobe sang dịch vụ đăng ký hàng tháng hoặc hàng năm được cung cấp qua Internet), Illustrator CC đã được phát hành. Phiên bản mới nhất, Illustrator CC 2020, được phát hành vào ngày 24 tháng 10 năm 2019 và là thế hệ thứ 24 trong dòng sản phẩm. Adobe Illustrator đã được Tạp chí PC Magazine đánh giá là chương trình chỉnh sửa đồ họa vector tốt nhất năm 2018.

## Lịch sử

### Phiên bản 1 - 1.7 (Illustrator 88)
Phát triển Adobe Illustrator cho Apple Macintosh bắt đầu vào năm 1985  (vận chuyển vào tháng 1 năm 1987) dưới dạng thương mại hóa phần mềm phát triển phông chữ trong nhà của Adobe và định dạng tệp PostScript. Adobe Illustrator là sản phẩm đồng hành của Adobe Photoshop. Photoshop chủ yếu hướng đến các thao tác xử lý ảnh kỹ thuật số và phong cách quang học của minh họa máy tính, trong khi Illustrator cung cấp kết quả trong các lĩnh vực sắp chữ và logo của thiết kế đồ họa. Các quảng cáo trên tạp chí sớm (đặc trưng trong các tạp chí thương mại thiết kế đồ họa như Nghệ thuật giao tiếp) gọi sản phẩm này là "Adobe Illustrator". Illustrator 88, tên sản phẩm cho phiên bản 1.7,  được phát hành năm 1988 và giới thiệu nhiều công cụ và tính năng mới.
Byte năm 1989 đã liệt kê Illustrator 88 là một trong số những người chiến thắng "Sự khác biệt" của Giải thưởng Byte, nói rằng Adobe đã "vượt lên" đối thủ cạnh tranh thống trị ngành trước đây Aldus FreeHand.
Các phiên bản ban đầu của phần mềm không hỗ trợ làm việc ở chế độ xem trước và người dùng cần mở hai cửa sổ trên màn hình để có bản xem trước trực tiếp công việc của họ. Một cửa sổ để hiển thị công việc đang tiến hành, cửa sổ khác để hiển thị bản xem trước của công việc đang tiến hành.

### Phiên bản 2 - 6
Mặc dù trong thập kỷ đầu tiên, Adobe đã phát triển Illustrator chủ yếu cho Macintosh, nhưng nó không thường xuyên hỗ trợ các nền tảng khác. Đầu những năm 1990, Adobe đã phát hành các phiên bản Illustrator cho các nền tảng NeXT, Silicon Graphics và Sun Solaris, nhưng chúng đã bị ngừng sản xuất do chấp nhận thị trường kém. Phiên bản đầu tiên của Illustrator cho Windows, phiên bản 2.0, được phát hành vào đầu năm 1989 và đã thất bại. Phiên bản Windows tiếp theo, phiên bản 4.0, bị chỉ trích rộng rãi là quá giống với Illustrator 1.1 thay vì phiên bản Macintosh 3.0 và chắc chắn không bằng gói CorelDRAW phổ biến nhất của Windows. (Lưu ý rằng không có phiên bản 2.0 hoặc 4.0 cho Macintosh, mặc dù vậy, phiên bản thứ hai dành cho Mac có tựa đề Illustrator 88 Hồi năm phát hành. Và không có phiên bản 6 cho Windows.) Tuy nhiên, phiên bản 4 là phiên bản đầu tiên của Illustrator để hỗ trợ chỉnh sửa trong chế độ xem trước, không xuất hiện trong phiên bản Macintosh cho đến 5.0 vào năm 1993. Phiên bản 6 là phiên bản Illustrator thực sự cuối cùng của Macintosh. Giao diện thay đổi hoàn toàn với phiên bản sau để mang lại sự thống nhất giữa nền tảng máy tính Mac và windows. Các thay đổi vẫn còn cho đến CS6 khi một số bước nhỏ được thực hiện để khôi phục ứng dụng về giao diện giống Mac hơn một chút.

### Phiên bản 7
Với việc giới thiệu Illustrator 7 vào năm 1997, Adobe đã thực hiện các thay đổi quan trọng trong giao diện người dùng liên quan đến chỉnh sửa đường dẫn (và cũng để hội tụ trên cùng giao diện người dùng như Adobe Photoshop) và nhiều người dùng đã chọn không nâng cấp. Illustrator cũng bắt đầu hỗ trợ TrueType, kết thúc hiệu quả "cuộc chiến phông chữ" giữa PostScript Type 1 và TrueType. Giống như Photoshop, Illustrator cũng bắt đầu hỗ trợ các trình cắm, rất nhiều và nhanh chóng mở rộng khả năng của nó.
Với sự tương đương giao diện người dùng thực sự giữa các phiên bản Macintosh và Windows bắt đầu bằng 7.0, cuối cùng các nhà thiết kế có thể chuẩn hóa trên Illustrator. Corel đã chuyển CorelDRAW 6.0 sang Macintosh vào cuối năm 1996, nhưng nó đã nhận được quá ít, quá muộn. Các nhà thiết kế có xu hướng thích Illustrator, Drawcord hoặc FreeHand, dựa trên phần mềm nào họ đã học trước. Ví dụ, có các khả năng trong FreeHand vẫn không khả dụng trong Illustrator (tỷ lệ phần trăm cao hơn, tính năng tìm và thay thế nâng cao, chỉnh sửa góc tròn chọn lọc, chỉ xuất / in các đối tượng được chọn, v.v.).  Nổi tiếng, Aldus đã thực hiện một ma trận so sánh giữa FreeHand, Illustrator và Draw của riêng mình và một "chiến thắng" của Draw là nó đi kèm với ba góc nhìn nghệ thuật clip khác nhau về tuyến tụy của con người.
Adobe đã mua Aldus vào năm 1994 cho PageMaker.  Là một phần của giao dịch, Ủy ban Thương mại Liên bang đã đưa ra khiếu nại của Adobe Systems vào ngày 18 tháng 10 năm 1994, yêu cầu thoái vốn FreeHand để "khắc phục sự giảm bớt cạnh tranh do mua lại"  vì phần mềm Illustrator của Adobe. Do đó, Macromedia đã mua FreeHand vào năm 1995 từ nhà phát triển ban đầu Altsys và tiếp tục phát triển đến năm 2004.
Sự khác biệt về thế mạnh giữa Photoshop và Illustrator đã trở nên rõ ràng với sự phát triển của Internet, Illustrator được tăng cường để hỗ trợ xuất bản Web, xem trước rasterization, PDF và SVG (Đồ họa vectơ có thể mở rộng.) Adobe là nhà phát triển đầu tiên của SVG cho web và Illustrator xuất các tệp SVG thông qua plugin Định dạng tệp SVG.  Sử dụng Trình xem Adobe SVG (ASV), được giới thiệu vào năm 2000, cho phép người dùng xem hình ảnh SVG trong hầu hết các trình duyệt chính cho đến khi nó bị ngừng vào năm 2009.  Hỗ trợ gốc cho SVG chưa hoàn tất trong tất cả các trình duyệt chính cho đến khi Internet Explorer 9 năm 2011.
Illustrator Phiên bản 9 bao gồm một tính năng theo dõi, tương tự như trong Streamline sản phẩm đã ngừng sản xuất của Adobe.
Illustrator phiên bản 10 được Adobe phát hành vào tháng 11 năm 2001.

### Phiên bản CSTHER CS6
Illustrator CS (còn gọi là phiên bản 11), được phát hành bởi Adobe cho Mac và Windows vào tháng 10 năm 2003, là phiên bản đầu tiên bao gồm các khả năng 3 chiều cho phép người dùng đùn hoặc xoay hình dạng để tạo các vật thể 3D đơn giản.
Illustrator CS2 (phiên bản 12), được phát hành bởi Adobe vào tháng 4 năm 2005, đã có sẵn cho cả hai hệ điều hành Mac OS X và Microsoft Windows. Đây là phiên bản cuối cùng dành cho Mac không chạy trên bộ xử lý Intel. Trong số các tính năng mới có trong Illustrator CS2 là Live Trace, Live Paint, bảng điều khiển và không gian làm việc tùy chỉnh. Live Trace cho phép chuyển đổi hình ảnh bitmap thành nghệ thuật vector và cải thiện các khả năng theo dõi trước đó. Live Paint cho phép người dùng linh hoạt hơn trong việc áp dụng màu sắc cho các đối tượng, đặc biệt là các màu trùng nhau. Cùng năm với phiên bản CS2, Adobe Systems đã công bố thỏa thuận mua Macromedia trong một vụ hoán đổi cổ phiếu trị giá khoảng 3,4 tỷ USD và nó đã tích hợp các hoạt động, mạng và các tổ chức chăm sóc khách hàng của công ty ngay sau đó.  Adobe hiện sở hữu FreeHand cùng với toàn bộ dòng sản phẩm Macromedia và vào năm 2007, Adobe tuyên bố sẽ ngừng phát triển và cập nhật chương trình FreeHand. Thay vào đó, Adobe sẽ cung cấp các công cụ và hỗ trợ để dễ dàng chuyển đổi sang Illustrator.
Illustrator CS3 bao gồm các bản cập nhật giao diện cho Control Bar, khả năng căn chỉnh các điểm riêng lẻ, nhiều Vùng cắt, bảng điều khiển Hướng dẫn màu và tính năng Live Color trong số các điểm khác. CS3 được phát hành ngày 27 tháng 3 năm 2007.
CS4 được phát hành vào tháng 10 năm 2008. Nó có nhiều cải tiến cho các công cụ cũ cùng với việc giới thiệu một vài công cụ hoàn toàn mới có được từ FreeHand. Khả năng tạo nhiều bản vẽ nghệ thuật là một trong những bổ sung chính của CS4 từ FreeHand. Các bản vẽ cho phép bạn tạo nhiều phiên bản của một tác phẩm trong một tài liệu. Các công cụ khác bao gồm Blob Brush, cho phép nhiều nét cọ vector chồng chéo dễ dàng hợp nhất hoặc nối và công cụ gradient được tân trang lại cho phép thao tác màu sâu hơn cũng như độ trong suốt của độ dốc.
CS5 được phát hành vào tháng 4 năm 2010. Cùng với một số cải tiến về chức năng hiện có, các tính năng mới của Illustrator CS5 bao gồm một công cụ Lưới phối cảnh được lấy từ FreeHand, Bàn chải lông (để có nét vẽ tự nhiên và họa sĩ hơn) và cập nhật toàn diện về nét. được Adobe gọi là "Những nét đẹp".
Phiên bản CS6 là thế hệ thứ mười sáu của Adobe Illustrator. Adobe đã bổ sung thêm nhiều tính năng và một số sửa lỗi như giao diện người dùng mới, bảng lớp, mã RGB và đường nối màu để tăng hiệu suất. CS6 được phát hành vào ngày 23 tháng 4 năm 2012.

### Phiên bản CC
Cùng với Creative Cloud (kết quả của sự thay đổi của Adobe về chiến lược phát hành), Illustrator CC đã được phát hành. Phiên bản này (lần thứ 17) là phiên bản đầu tiên chỉ được bán trong mô hình dịch vụ dựa trên đăng ký, phù hợp với các phần mềm khác trong Creative Suite trước đây được gọi là Creative Suite. Là một phần của Creative Cloud, phiên bản này mang đến những cải tiến trong chủ đề đó như đồng bộ hóa cài đặt màu sắc, phông chữ và chương trình, lưu tài liệu lên đám mây và tích hợp với Behance (mạng cộng tác sáng tạo), cũng như các tính năng khác như cảm ứng mới công cụ loại tương thích, hình ảnh trong bàn chải, trích xuất CSS và đóng gói tệp.

## Thương hiệu
Bắt đầu với phiên bản 1.0, Adobe đã chọn cấp phép hình ảnh cho " Sự ra đời của sao Kim " của Sandro Botticelli từ Lưu trữ Bettmann và sử dụng phần chứa khuôn mặt của Venus làm hình ảnh thương hiệu của Illustrator. John Warnock mong muốn một hình ảnh Phục hưng để gợi lên tầm nhìn của ông về PostScript như một Phục hưng mới trong xuất bản, và nhân viên Adobe Luanne Seymour Cohen, người chịu trách nhiệm về tài liệu tiếp thị ban đầu, đã thấy Venus chảy một phương tiện hoàn hảo để thể hiện sức mạnh của Illustrator trong việc truy tìm trơn tru đường cong trên hình ảnh nguồn bitmap. Trong những năm qua, sự thể hiện của hình ảnh này trên màn hình và bao bì của Illustrator đã trở nên cách điệu hơn để phản ánh các tính năng được thêm vào trong mỗi phiên bản.
Hình ảnh của Sao Kim đã được thay thế (mặc dù vẫn có thể truy cập qua trứng Phục sinh) trong Illustrator CS (11.0) và CS2 (12.0) bằng một bông hoa cách điệu để phù hợp với hình ảnh tự nhiên của Creative Suite.  Trong CS3, Adobe đã thay đổi nhãn hiệu bộ một lần nữa, thành các khối màu đơn giản với chữ viết tắt hai chữ cái, giống như một bảng các phần tử định kỳ.  Illustrator được thể hiện bằng các chữ Ai màu trắng trên nền màu cam (cam và vàng là các phối màu nổi bật trong thương hiệu Illustrator có từ phiên bản 4.0). Biểu tượng CS4 gần như giống hệt nhau, ngoại trừ một chút thay đổi về phông chữ và màu xám đậm. Biểu tượng CS5 cũng gần như giống nhau, ngoại trừ lần này logo giống như một cái hộp, cùng với tất cả các logo sản phẩm CS5 khác, với chữ "Ai" màu vàng sáng. CS6 đã thay đổi nó một chút thành hình vuông màu nâu với viền màu vàng và chữ màu vàng, và trong CC 2014, màu sắc được nâng cấp thành tông màu sắc nét hơn và viền mỏng hơn.

## Tương thích
Khả năng tương thích với Inkscape:  Định dạng gốc của Inkscape là SVG (Đồ họa vectơ có thể mở rộng), được Adobe Illustrator hỗ trợ, nhưng hai triển khai không tương thích 100%. Inkscape cũng xuất sang PS, EPS và PDF, các định dạng mà Illustrator có thể nhận ra.

## Công cụ
Một thanh bên xuất hiện ở bên trái màn hình với nhiều công cụ để chọn, tạo và thao tác với các đối tượng hoặc tác phẩm nghệ thuật trong Illustrator. Các công cụ này có thể được chọn như sau: vẽ, gõ, vẽ, định hình lại, cắt và cắt, biểu tượng, di chuyển và phóng to, và biểu đồ.  Một số công cụ có hình tam giác nhỏ ở dưới cùng bên phải của biểu tượng hộp công cụ. Một hình tam giác nhỏ có tùy chọn để xem hoặc mở rộng một số công cụ ẩn bằng cách giữ nút chuột trên hình tam giác.
Một số ví dụ về các công cụ cơ bản trong họa sĩ minh họa là công cụ lựa chọn, công cụ cọ vẽ, công cụ bút, công cụ bút chì, ví dụ: Công cụ lựa chọn được sử dụng để bố trí, điều chỉnh và sắp xếp tác phẩm nghệ thuật bằng cách chọn, định vị và xếp chồng đối tượng một cách chính xác. Hơn nữa, các công cụ lựa chọn có thể nhóm, khóa hoặc ẩn và đo lường các đối tượng.  Công cụ Paint Paint có thể được sử dụng để sửa đổi diện mạo của tác phẩm nghệ thuật. Có nhiều loại bàn chải khác nhau: thư pháp, phân tán, nghệ thuật, hoa văn và lông.  Công cụ bút tạo các đường thẳng và cong cho tác phẩm nghệ thuật và chúng có thể thêm các điểm neo vào đường dẫn và xóa khỏi đường dẫn. Công cụ bút chì cho phép người dùng vẽ và chỉnh sửa các đường tự do.

## Lịch sử phát hành
| Phiên bản                | Nền tảng                                      | Ngày phát hành            | Tên mã             | Các tính năng đáng chú ý |
| ------------------------ | --------------------------------------------- | ------------------------- | ------------------ | --- |
| 1                        | Hệ điều hành Mac cổ điển                      | Tháng 1 năm 1987          | Picasso            | |
| 1.1                      | Hệ điều hành Mac cổ điển                      | Ngày 19 tháng 3 năm 1987  | Inca               | |
| 88                       | Hệ điều hành Mac cổ điển                      | Tháng 3 năm 1988          |                    | |
| 2.0                      | các cửa sổ                                    | Tháng 1 năm 1989          | Đỉnh cao           | |
| 3                        | Hệ điều hành Mac cổ điển, NeXT, các Unix khác | Tháng 10 năm 1990         | Nai sừng tấm       | |
| 3,5                      | IRIX                                          | 1991                      |                    | |
| 4                        | các cửa sổ                                    | Tháng 5 năm 1992          | Kanguru            | |
| 3,5                      | Solaris                                       | 1993                      |                    | |
| 5                        | Hệ điều hành Mac cổ điển                      | Tháng 6 năm 1993          | sao Thổ            | Tạo đồ thị, các lớp, chỉnh sửa trực tiếp trong chế độ xem trước |
| 5,5                      | Hệ điều hành Mac cổ điển, Solaris [23]        | Tháng 6 năm 1994          | Janus              | Trình kiểm tra chính tả, tìm / thay thế chức năng văn bản |
| 5.5.1                    | IRIX                                          | 1995                      |                    | |
| 6                        | Hệ điều hành Mac cổ điển                      | Tháng 2 năm 1996          | Popeye             | Grad grad, eye dropper, thùng sơn |
| 5.1                      | các cửa sổ                                    | 1996                      | Pavel              | |
| 7                        | Mac / Windows                                 | Tháng 5 năm 1997          | Simba              | Bảng màu có thể gắn được, bảng chuyển đổi, bảng căn chỉnh, bộ lọc pixel Photoshop, rasterize, punk, phình to, méo mó miễn phí, lưới bố cục, công cụ văn bản dọc |
| số 8                     | Mac / Windows                                 | Tháng 9 năm 1998          | Elvis              | Công cụ bút chì, tay cầm hộp giới hạn, hướng dẫn thông minh, bảng hành động, miếng dán mắt bitmap, lưới gradient, cọ sống, bảng màu liên kết |
| 9                        | Mac / Windows                                 | Tháng 6 năm 2000          | Matisse            | Đầu ra Flash & SVG, xem trước pixel, phát hành thành các lớp, đổ bóng, trong suốt, tạo lông, mờ và mặt nạ lớp, hỗ trợ PDF gốc |
| 10                       | Mac / Windows                                 | Tháng 11 năm 2001         | Paloma             | Hình dạng đường dẫn trực tiếp, ký hiệu, cắt, hỗ trợ lớp css, liên kết dữ liệu ODBC, bảng biến, lưu cho web, biến dạng trực tiếp, cong vênh, bao thư (đối tượng warp / lưới / đầu), công cụ hóa lỏng, công cụ lưới / đường / cung / lưới, công cụ flare, cây đũa thần |
| CS (11)                  | Mac / Windows                                 | Tháng 10 năm 2003         | Pangea / Sprinkles | Hiệu ứng 3D, hỗ trợ OpenType, kiểu ký tự & đoạn văn, định dạng tệp mẫu, hiệu ứng viết nguệch ngoạc, cột & hàng, k sâu quang, lề quang, trình soạn thảo mọi dòng, trình lãnh đạo tab tùy chỉnh, menu phông chữ WYSIWYG, hỗ trợ kiểu Nhật, tùy chọn loại đường dẫn, lưu cho Microsoft Office |
| CS2 (12, 12.0.1)         | Mac / Windows                                 | 27 tháng 4 năm 2005       | Cung hoàng đạo     | Dấu vết trực tiếp, sơn trực tiếp, thang độ xám, hỗ trợ lớp Photoshop, tùy chọn nét mở rộng, bảng điều khiển, hỗ trợ Adobe Bridge, hỗ trợ máy tính bảng Wacom, xuất SVG-t, xuất PDF / X, được phát hành với số sê-ri chính thức vì trục trặc kỹ thuật Máy chủ kích hoạt CS2 của Adobe kể từ tháng 1 năm 2013 (xem Creative Suite 1 & 2) |
| CS3 (13)                 | Mac / Windows                                 | Tháng 4 năm 2007          | Jason              | Màu sắc sống động, tích hợp Flash, công cụ xóa, hồ sơ tài liệu, vùng cắt, chế độ cách ly |
| CS4 (14)                 | Mac / Windows                                 | Tháng 10 năm 2008         | Sonnet             | Nhiều bản vẽ, độ trong suốt của gradient, cọ blob, chỉnh sửa độ dốc trực tiếp, xem trước phân tách, chỉnh sửa xuất hiện trong bảng màu |
| CS5 (15, 15.0.1, 15.0.2) | Mac / Windows                                 | Tháng 5 năm 2010          | Ajanta             | Các công cụ vẽ phối cảnh, các nét có chiều rộng thay đổi, kiểm soát độ mờ trong các điểm trên các lưới gradient, công cụ xây dựng hình dạng (tương tự như các công cụ tìm đường) và một bàn chải lông, cho phép người dùng bắt chước các nét cọ trong cuộc sống thực trong khi duy trì định dạng vector. |
| CS6 (16, 16.0.2)         | Mac / Windows                                 | Tháng 5 năm 2012          | Ellora             | Hệ thống hiệu suất Adobe Mercury, hỗ trợ bộ nhớ 64 bit, giao diện người dùng mới, độ dốc trên nét vẽ, công cụ tạo mẫu, ImageTrace (thay thế Live Trace) |
| CC (17)                  | Mac / Windows                                 | Ngày 17 tháng 6 năm 2013  |                    | Tích hợp sâu hơn Creative Cloud (phông chữ, bảng màu và đồng bộ hóa cài đặt, tích hợp Behance), khả năng gõ mới, nhiều vị trí tệp, hình ảnh trong cọ vẽ, trích xuất CSS |
| CC (17.1)                | Mac / Windows                                 | Ngày 16 tháng 1 năm 2014  |                    | Góc trực tiếp, bút chì cập nhật, định hình lại đường dẫn, tích hợp Typekit, bảng công cụ tùy chỉnh |
| CC 2014 (18.0)           | Mac / Windows                                 | Ngày 18 tháng 6 năm 2014  |                    | Hình chữ nhật trực tiếp, dây cao su bút, tay cầm bezier không còn lưới, hiệu suất GPU Windows |
| CC 2014 (18.1)           | Mac / Windows                                 | Ngày 6 tháng 10 năm 2014  |                    | Thư viện CC, Touch Workspace, công cụ Curvature, công cụ Tham gia, tự động thay đổi kích thước khu vực |
| CC 2015 (19.0.0)         | Mac / Windows                                 | Ngày 16 tháng 6 năm 2015  |                    | Tài sản được liên kết trong Thư viện, tích hợp Adobe Stock, Nhanh hơn [thu phóng / xoay / cuộn], Chế độ an toàn, phục hồi dữ liệu tệp, hiệu suất GPU, cải tiến công cụ và không gian làm việc, xem trước biểu đồ |
| CC 2015.1 (19.1.0)       | Mac / Windows                                 | Ngày 25 tháng 7 năm 2015  |                    | Sửa lỗi ổn định |
| CC 2015.2 (19.2.0)       | Mac / Windows                                 | Ngày 30 tháng 11 năm 2015 |                    | Thư viện đám mây sáng tạo nâng cao, công cụ Shaper, Hình dạng trực tiếp mới, Biểu tượng động, Hướng dẫn thông minh nâng cao, tùy chọn Xuất SVG mới, Cải tiến không gian làm việc cảm ứng, Biểu đồ đã bị xóa |
| CC 2015.3 (20.0)         | Mac / Windows                                 | Ngày 20 tháng 6 năm 2016  |                    | Cập nhật và cộng tác tốt hơn với các thư viện, Làm việc hiệu quả hơn với Adobe Stock, Hình dạng trực tiếp và cập nhật bảng chuyển đổi, tích hợp Adobe Experience Design CC (Bản xem trước), xuất nhanh tài sản và Artboards |
| CC 2015.3.1 (20.1)       | Mac / Windows                                 | Ngày 10 tháng 8 năm 2016  |                    | Tìm kiếm mới cho tài sản Adobe Stock |
| CC 2017 (21.0.0)         | Mac / Windows                                 | Ngày 2 tháng 11 năm 2016  |                    | Các công cụ căn chỉnh được cải tiến, tìm phông chữ nhanh hơn, hoạt động dễ dàng hơn với glyphs, dễ dàng truy cập các mẫu bao gồm các mẫu Adobe Stock miễn phí, lưu trữ và khôi phục tất cả tài sản của bạn được lưu trữ trong Creative Cloud, giới thiệu Typekit Marketplace, xem bản xem trước trực tiếp bằng cách di chuột qua danh sách phông chữ được chọn văn bản, phóng to để lựa chọn, giao diện người dùng phẳng và các biểu tượng mới |
| CC 2017.0.1 (21.0.1)     | Mac / Windows                                 | Ngày 9 tháng 1 năm 2017   |                    | Sửa lỗi ổn định |
| CC 2017.0.2              | Mac / Windows                                 | Ngày 15 tháng 1 năm 2017  |                    | Sửa lỗi ổn định |
| CC 2017.1 (21.1.0)       | Mac / Windows                                 | Ngày 5 tháng 4 năm 2017   |                    | Cắt xén bitmap; bắt đầu tải màn hình nhanh hơn; bảng chủ đề màu được thiết kế lại; tăng cường ổn định |
| CC 2018 (22.0.0)         | Mac / Windows                                 | Ngày 18 tháng 10 năm 2017 |                    | Bảng thuộc tính; Biến dạng lưới ảnh; 1000 tác phẩm nghệ thuật; Hỗ trợ phông chữ biến và màu SVG; Hỗ trợ thanh cảm ứng MacBook |
| CC 2018 (22.1.0)         | Mac / Windows                                 | Ngày 13 tháng 3 năm 2018  |                    | Tăng điểm neo và kích thước tay cầm; nhập tệp PDF nhiều trang; hỗ trợ các tệp nguồn dữ liệu CSV; dán SVG trực tiếp; các mục bị khóa không di chuyển với bản vẽ theo mặc định |
| CC 2019 (23.0.0)         | Mac / Windows                                 | Ngày 15 tháng 10 năm 2018 |                    | Sinh viên tự do; Chỉnh sửa toàn cầu; Chế độ xem trang trí; UI có thể mở rộng; thanh công cụ tùy biến; Cắt xén nội dung; Chế độ trình bày; tăng cường duyệt phông chữ trực quan; hỗ trợ GPU ngoài; tăng cường ổn định. |
| 2019 (23.0.2)            | Mac / Windows                                 | Ngày 8 tháng 2 năm 2019   |                    | Khóa cho Thanh công cụ tùy chỉnh mới; Hộp thoại xoay có tiêu điểm mặc định trên tiện ích đầu vào xoay; góc ràng buộc với phím Shift để vẽ độ dốc tuyến tính và hướng tâm; tăng cường ổn định. |
| 2019 (23.1.0)            | Mac / Windows                                 | Ngày 18 tháng 9 năm 2019  |                    | Cải thiện đơn giản hóa đường dẫn; bóng đổ nhanh hơn, phát sáng bên trong / bên ngoài và hiệu ứng làm mờ Gaussian; cải thiện lưu / mở tệp trên mạng và phương tiện lưu động; Cải tiến hiệu suất. |
| 2020 (24.0)              | Mac / Windows                                 | Ngày 24 tháng 10 năm 2019 |                    | Cải thiện xử lý tập tin; Cải thiện giao diện người dùng; Lưu tập tin nền; kết xuất nhanh hơn các hiệu ứng và xem trước trực tiếp; đơn giản hóa đường dẫn hiệu quả hơn; kiểm tra chính tả; Cải tiến hiệu suất. |
| 2020 (24.0.2)            | Mac / Windows                                 | Tháng 12 năm 2019         |                    | Tùy chọn thiết lập lại tùy chọn mới; lưu tập tin nhanh hơn. |
| 2020 (24.1)              | Mac / Windows                                 | Ngày 6 tháng 3 năm 2020   |                    | Vẽ thời gian thực; Cắt và sao chép bản vẽ; tăng cường méo mó miễn phí; tăng cường ổn định. |